# Игве, Келвин
Келвин Аюлучукву Игве (род. 26 марта 1987 в Энугу) —  нигерийский футболист, игравший на позиции защитника.

## Биография
Игве начал карьеру в варшавской «Полонии». Его дебют в этой команде состоялся 23 сентября 2005 в матче с «Легией». Сыграв 9 матчей за «Полонию», ушёл в начале января 2006 в ХБ «Кёге». В Польше он не получал вознаграждения, потому что его обманул менеджер. В августе 2006 он перешёл в аренду в ФК «Хьёрринг». 23 января он покинул этот клуб, а неделей позже перешёл в аренду в «Лолланд-Фалстер Аллианцен». В июне 2007 он вернулся в «Кёге». В марте 2008 года он получил серьёзное повреждение колена. Осенью 2012 года он выступал в мальтийском клубе «Мкабба». В 2013 году он вернулся в Польшу и подписал контракт с варшавским «Друкажем».